# الحقيبة السوداء (فلم)
الحقيبة السوداء هو فيلم مصري من إنتاج سنة 1962 للمخرج حسن الصيفي وبطولة محمود المليجي وشكري سرحان واستيفان روستي وعبد الرحمن أبو زهرة وسامي سرحان ويوسف شعبان ونعيمة عاكف.
و محمد توفيق وأحمد شوقي

## قصة الفيلم
يستبدل اللصوص حقيبة الأموال المسروقة في القطار بحقيبة ملابس مواطن ويتعقبونه ويخطفون ابنته ويشك في راقصة تعمل مع العصابة ثم يتضح أنها مرشدة للبوليس ويسترد البطل ابنته في النهاية بعد القبض على اللصوص.

## القصة كاملة
باع الثري العجوز حسين مصطفى عزبته ب50 ألف جنيه وضعهم في خزانة بمنزله، طمع فيه فوزي شقيق زوجته الشابة وأراد أن يشاركه على مشروع ملابس جاهزة، ولكن حسين رفض أن يدخل في مشاريع لايفهم فيها. وطمع أيضاً حنفى حنكو السمسار وأراد أن يبيع له عمارة 14 كات (طابق) لكي يستولي على أمواله، وأيضاً رفض حسين.
اتفق حنكو مع عزيزة خادمة حسين، أن تكتشف له مكان الخزينة وأن تفتح باب البلكون ليلا، لكي يسرق الخزينة، ثم اتفق مع فاتح الخزائن زرزور الذي طلب 75٪ من الغنيمة، لكن حنفي حنكو رفض، ولجأ إلى فاتح خزائن مبتدأ يرضى بقليله إسمه القط وتمت السرقة ولكن زرزور انتظر القط الذي لايعرفه ومعه بوكس بوليس ومخبر وقبض عليه ووضع الكلابشات في يديه واستولى على الشنطة، وأعطى له الفرصة ليهرب ويذهب إلى حنفي الذي أدرك ان البوليس كان مزيفا، وان زرزور استولى على حقيبة المال. راقب حنفي الراقصة صفية زمبلك صديقة زرزور وعلم انه سيهرب معها إلى القاهرة ومنها إلى لبنان، فإنتظره على محطة القطار وركب معه، ولكن زرزور ومساعده تيفه أدركوا نية حنفي، فإستغلوا وجود الراكب إسماعيل ومعه ابنته الصغيرة، ووضعوا في حقيبته النقود واختطفوا ابنته، وساوموه على تسليمهم الأمانة الموجودة بحقيبته مقابل تسليمه إبنته في لوكاندة ريم بشارع الالفي. عثر حنفي والقط على زرزور واختطفوا منه الحقيبة التي معه وقفزوا من القطار معتقدين ان بها النقود.أرسل زرزور صديقته صفية زمبلك لإحضار الشنطة من إسماعيل، ولكنه رفض إلا إذا تسلم إبنته، فلما ذهبا إلى زرزور بدون الشنطة، طلب منه ان يعود ويحضرها وإلا قتل إبنته، ولكن صفية سبقته لللوكاندة واخفت النقود بداخل الفرو الذي ترتديه، وتقابل إسماعيل مع أبناء خالته امين وفريد وآمال الذين دعوه للإيقامة بمنزلهم بعد ان ظنوا ان صفية زوجته الجديدة بعد رحيل ام ابنته. صارح إسماعيل اولاد خالته بأنه وقع في يد عصابة اختطفت إبنته فذهبوا جميعا إلى الضابط وأبلغوه بالأمر، فأرسل المخبر الاسمر للقبض على صفية، ولكن العقيد فاخر اخبرهم ان صفية مرشدة للبوليس، وانها ستساعدهم في القبض على زرزور وحنكو أخطر عصابة للتهريب، ودار صراع بين المهربين حتى قبض عليهم.

## الشخصيات
| - شكري سرحان: إسماعيل - نعيمة عاكف: الراقصة - محمود المليجي: زرزور زعيم العصابة - إستفان روستي: حنفى - محمد توفيق: مساعد زرزور | - كمال صلاح الدين: القط - زين العشماوي: ابن خالة إسماعيل - أمال رمزي: زوجة حسين - محمود لطفي: حسين - عبد الرحمن أبو زهرة: ضابط البوليس | - كوثر رمزي: الزوجة في القطار - أحمد شوقي: العقيد ضابط المباحث - ليلى صادق: أبنة خالة إسماعيل - عبد الغني النجدي: الزوج الغيور - ليلى يسري: خادمة في منزل حسين | - عبد المنعم إسماعيل: عسكري - حسين إسماعيل: شاويش الدورية - رشدى مرسى - سامي سرحان: ابن خالة إسماعيل - أحمد بكر: مطرب | - زهير صبرى: فوزى - سوزي خيري: راقصة - يوسف شعبان: القص سارق خزائن - صالح الإسكندراني: قهوجي - عاطف رزق |

## الإداريون
| - أحمد الملا:قصة وسيناريو - كمال أمين: حوار - حسن الصيفي:مخرج - جمال عمار:مساعد المخرج - عاطف السيسي: كلاكيت | - جمال عبادة:مصور - عمرو الدويني: مساعد مصور - عاطف صبرى:مونتير - مارسيل صالح:نيجاتيف - إسماعيل عبد العزيز: مساعد مخرج ثان | - أندريا زنديلس:مهندس الصوت - عبد الشافي محمد:مسجل الحوار - إبراهيم طاهر:مساعد الصوت - حسن الشاعر: مساعد الصوت | - أفلام كمال صلاح الدين:منتج - وليم رزق: مساعد انتاج - محيي الشيمي: ماكيير - فؤاد الظاهري: الموسيقى التصويرية | - علي جمال الدين: فوتوغرافيا - حلمي عزب:مهندس الديكور - نجيب خوري: اكسسوار - ستوديوهات جلال:طبع وتحميض |

## روابط خارجية
- مقالات تستعمل روابط فنية بلا صلة مع ويكي بيانات